# Darnell Furlong
Darnell Furlong, né le 31 octobre 1995 à Luton, est un footballeur anglais qui évolue au poste de défenseur à West Bromwich Albion.

## Biographie
Formé aux Queens Park Rangers, Darnell Furlong joue sa première rencontre au niveau professionnel en étant titularisé face à Hull City en Premier League le 21 février 2015. Il prend part à deux autres matchs lors de la saison 2014-2015, qui voit QPR terminer dernier de Premier League.
Le 11 septembre 2015, il est prêté pour un mois à Northampton Town. Ce prêt est prolongé d'un second mois et Furlong retrouve les Queens Park Rangers début novembre 2015 après avoir disputé onze matchs avec le club pensionnaire de D4 anglaise. Northampton remporte le titre de champion à l'issue de la saison.
Le 5 janvier 2016, Furlong est cédé en prêt à Cambridge United, qui évolue également en D4 anglaise. Initialement prêté pour une durée d'un mois, le défenseur passe finalement toute la seconde partie de saison à Cambridge, où il joue vingt-et-un matchs de championnat.
Le 12 août 2016, il est prêté pour une saison à Swindon Town. Il inscrit deux buts en vingt-huit rencontres avec le club évoluant en D3 anglaise avant d'être rappelé de son prêt par QPR le 2 janvier 2017. Furlong est titularisé plusieurs fois en championnat dès son retour de prêt, prenant part à quatorze matchs de Championship pendant la seconde partie de saison 2016-2017.
Le 22 août 2017, Darnell Furlong inscrit son premier but sous les couleurs de son club formateur contre Brentford en Coupe de la Ligue anglaise. Les Rangers s'inclinent cependant 1-4 lors de cette rencontre. Régulièrement aligné au cours de cette saison 2017-2018, Furlong joue vingt-quatre matchs toutes compétitions confondues puis vingt-neuf matchs la saison suivante.
Le 23 juillet 2019, il s'engage pour quatre saisons avec West Bromwich Albion.

## Statistiques
| Saison                | Club                    | Championnat           | Championnat | Championnat | Coupe nationale | Coupe nationale | Coupe de la Ligue | Coupe de la Ligue | Total | Total |
| Saison                | Club                    | Division              | M.          | B.          | M.              | B.              | M.                | B.                | M.    | B.    |
| 2014-2015             | Queens Park Rangers     | Premier League        | 3           | 0           | -               | -               | -                 | -                 | 3     | 0     |
| 2015-2016             | Queens Park Rangers     | Championship          | -           | -           | -               | -               | 1                 | 0                 | 1     | 0     |
| 2016-2017             | Queens Park Rangers     | Championship          | 14          | 0           | -               | -               | 1                 | 0                 | 15    | 0     |
| 2017-2018             | Queens Park Rangers     | Championship          | 22          | 0           | -               | -               | 2                 | 1                 | 24    | 1     |
| 2018-2019             | Queens Park Rangers     | Championship          | 25          | 1           | 4               | 0               | -                 | -                 | 29    | 1     |
| Sous-total            | Sous-total              | Sous-total            | 64          | 1           | 4               | 0               | 4                 | 1                 | 72    | 2     |
| 2015-2016             | Northampton Town (prêt) | League Two            | 10          | 0           | 1               | 0               | -                 | -                 | 11    | 0     |
| 2015-2016             | Cambridge United (prêt) | League Two            | 21          | 0           | -               | -               | -                 | -                 | 21    | 0     |
| 2016-2017             | Swindon Town (prêt)     | League One            | 24          | 2           | 4               | 0               | -                 | -                 | 28    | 2     |
| Sous-total            | Sous-total              | Sous-total            | 55          | 2           | 5               | 0               | -                 | -                 | 60    | 2     |
| 2019-2020             | West Bromwich Albion    | Championship          | 31          | 2           | 1               | 0               | 1                 | 0                 | 33    | 2     |
| 2020-2021             | West Bromwich Albion    | Premier League        | 35          | 1           | 1               | 0               | -                 | -                 | 36    | 1     |
| 2021-2022             | West Bromwich Albion    | Championship          | 41          | 0           | 1               | 0               | -                 | -                 | 42    | 0     |
| 2022-2023             | West Bromwich Albion    | Championship          | 40          | 2           | 1               | 0               | -                 | -                 | 41    | 2     |
| 2023-2024             | West Bromwich Albion    | Championship          | 48          | 5           | 1               | 0               | -                 | -                 | 49    | 5     |
| 2024-2025             | West Bromwich Albion    | Championship          | 30          | 0           | 1               | 0               | -                 | -                 | 31    | 0     |
| Sous-total            | Sous-total              | Sous-total            | 225         | 10          | 6               | 0               | 1                 | 0                 | 232   | 10    |
| Total sur la carrière | Total sur la carrière   | Total sur la carrière | 344         | 13          | 15              | 0               | 5                 | 1                 | 364   | 14    |

## Palmarès

### En club
- Northampton Town
  - Champion d'Angleterre de D4 en 2016.